# Vasiľovská hoľa
Vasiľovská hoľa este o arie protejată (arie specială de conservare — SAC, sit de importanță comunitară — SCI) din Slovacia întinsă pe o suprafață de 49,56 ha, integral pe uscat.

## Localizare
Centrul sitului Vasiľovská hoľa este situat la coordonatele 49°17′39″N 19°14′46″E / 49.294167°N 19.246111°E.

## Înființare
Situl Vasiľovská hoľa a fost declarat sit de importanță comunitară în octombrie 2011 pentru a proteja 1 specie de plante și 1 specie de animale. Situl a fost protejat și ca arie specială de conservare în august 2011.

## Biodiversitate
Situată în ecoregiunea alpină, aria protejată conține 2 habitate naturale: Formațiuni ierboase bogate în specii de Nardus, dezvoltate pe substraturi silicioase în zone montane (și în zone submontane, în Europa continentală), Fânețe de joasă altitudine (Alopecurus pratensis, Sanguisorba officinalis).
La baza desemnării sitului se află mai multe specii protejate:
- plante (1): Campanula serrata
- păsări (1):  cocoș de munte (Tetrao urogallus)

Pe lângă speciile protejate, pe teritoriul sitului au mai fost identificate 2 specii de plante.